# Tanaostigmodes aulafrons
Tanaostigmodes aulafrons är en stekelart som beskrevs av Lasalle 1987. Tanaostigmodes aulafrons ingår i släktet Tanaostigmodes och familjen Tanaostigmatidae.
Artens utbredningsområde är Costa Rica. Inga underarter finns listade i Catalogue of Life.